# سفو (واشینگتن)
سفو (به انگلیسی: Sappho) یک منطقهٔ مسکونی در ایالات متحده آمریکا است که در شهرستان کلالام، واشینگتن واقع شده‌است.